# Lastrea boottii
Lastrea boottii là một loài dương xỉ trong họ Dryopteridaceae. Loài này được G.Lawson mô tả khoa học đầu tiên năm 1889.
Danh pháp khoa học của loài này chưa được làm sáng tỏ. 